# 1793年憲法

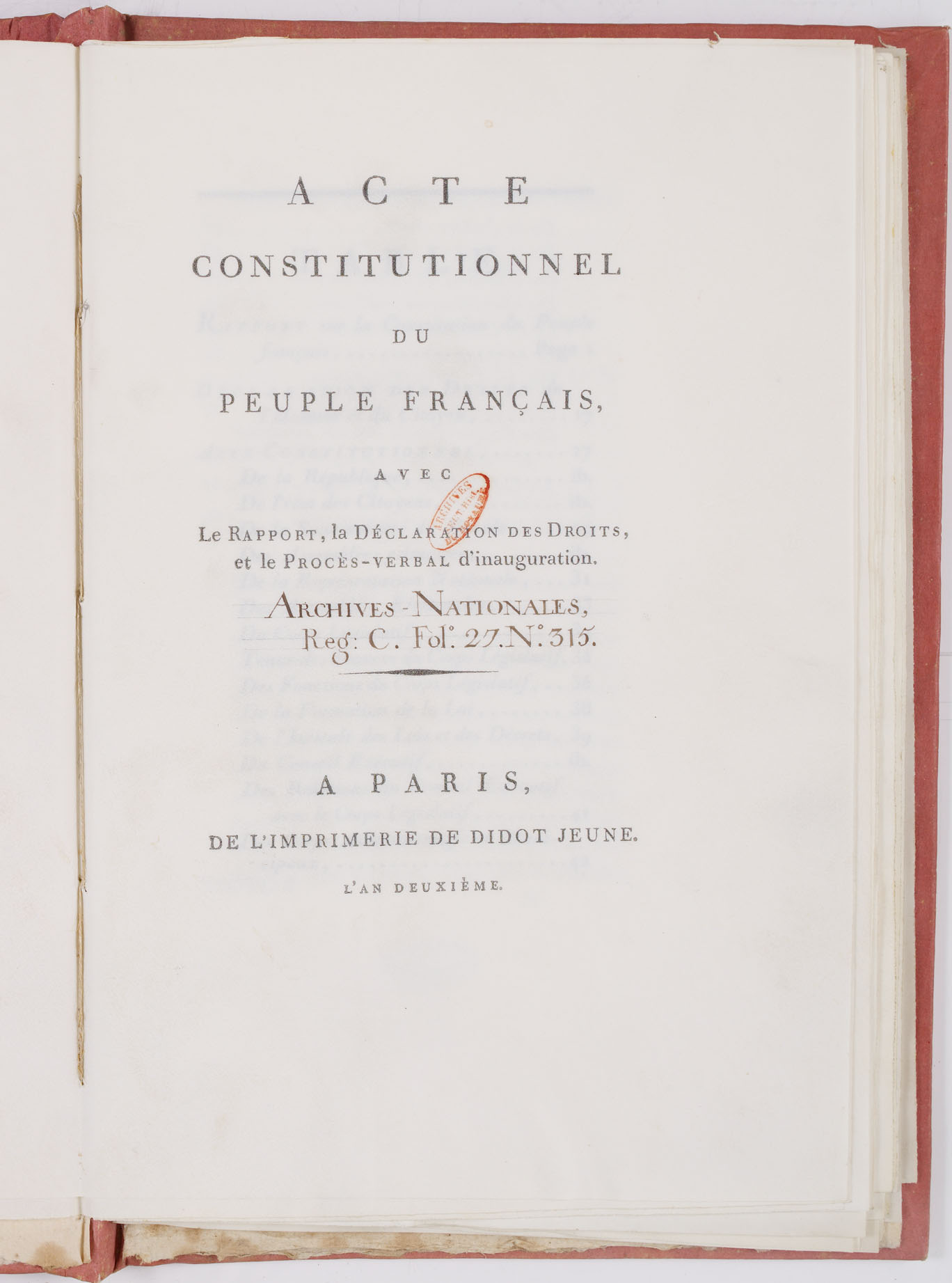
1793年憲法

1793年憲法（フランス語: Constitution de 1793）は、1793年6月24日、フランス革命の最中、国民公会で採択された憲法典である。共和暦1年憲法（フランス語: Constitution de l'an I）、あるいはジャコバン憲法（フランス語: Constitution jacobine）とも呼ばれる。
人民主権、男子普通選挙制度、人民の労働または生活を扶助する社会の義務、抵抗権、奴隷制廃止などを認めた民主的な憲法であり、フランス憲法史上初の人民投票で成立したが、内外の危機ゆえに平和の到来まで施行が延期され、ついに施行されなかった。

## 概要
王権停止後に招集され、新憲法制定を目指した国民公会は、1793年2月15日に提出されたジロンド派のコンドルセの憲法草案を退け、ジャコバン派のエロー・ド・セシェルらが起草した憲法草案を同年6月24日に採択した。人権宣言35条と本文124条から成る。人民投票では有権者約700万人中、賛成約180万票、反対約1万票となった。
1791年憲法と異なる大きな特徴として「人民（プープル）主権」ということがしばしばあげられ、それを端的に表す文言に「主権は人民に属す」、「主権者である人民はフランス市民の総体である」などがある。直接民主制的といえるような一面もみられ、立法府が採択した法案につき、正規の手続に従って一定数の市民から異議が申し立てられた場合は、有権者の集会が開催され、直接議決が行われるものとしている。
民主的権力集中原理ともいえるが、立法府が執行評議会（行政府）を任命するということも注目される。同様に当時画期的なものの一つとして選挙権の拡大、すなわち満21歳以上のすべてのフランス人男性および一定の条件を満たす外国人に参政権を認めたことがあげられる。しかし、選挙の実施は延期され、この憲法下で選挙が行われることはなかった。